# 高塚智人
高塚智人（日语：／ Takatsuka Tomohito，1992年8月25日—）是日本的男性聲優。出生於東京都。隸屬於YU-RIN PRO。

## 人物
曾在便利店打工兩年。學過鼓。
愛好是生存遊戲模型收集、卡拉OK、逛拉麵店。
非常喜歡動畫。高中二級的時候，在有相同愛好的友人面前試着模仿動畫裏的聲音，被建議「喜歡這樣發出聲音的話，不如嘗試以聲優為目標吧？」自此開始有了當「聲優」的意識。決定了要以聲優為目標，就立刻行動了。幸運的是，父母也支持這個夢想。自己做了各種各樣相關的調查，那時就一邊上高中，一邊入讀了夜間聲優學校。雖然性格有着容易厭倦的一面，但既然想做就要好好做，而且也很喜歡自己去調查和嘗試做做看。
高中畢業後，去了專門學校。那個學校有決定畢業後前途的試鏡，但並沒有被選中。之後得到YU-RIN PRO的聯絡，再次參加試鏡並成功通過。
即使同期聲優都是一點點做着動畫和遊戲的配音工作，但自身卻完全沒有感到焦慮，而是想着「絕對要以一個大角色出道。」之後如願接到了偶像大師SideM渡邊實的配音工作。
作品偶像大師的支持者，亦因此被稱為高P(たかぴ)。支持的偶像角色分別為本家的四條貴音、灰姑娘女孩中的諸星きらり以及閃耀色彩中的千雪。不時會在推特「發廚」，分享他在偶像大師各系列的手機遊戲中抽獲的卡片。
對比同為偶像大師支持者的益山武明，語彙力極低，推特上的「廚文」亦多為「！！！」所充斥，故不時被人調侃只要加上「！！！」就很有高塚感。

## 出演作品
※粗體字為主要角色

### 電視動畫
2016年
- ALL OUT!!（大比叡太一[2]、高倉遼）

2017年
- 偶像大師 SideM（渡邊實[3]）
- ALL OUT!!（嶺蔭學園部員）
- 舌尖上的意大利（里加·托尼）
- 飆速宅男 NEW GENERATION（觀眾）

2018年
- 25歲的女高中生（相田直之[4]）
- 偶像大師 SideM有理由Mini!（渡邊實）

2019年
- 指尖傳出的真摯熱情-青梅竹馬是消防員-（泉友貴[5]） - 通常版
- 募戀英雄（荒木田蒼生[6][7]）

2020年
- 掠奪者（達比的部下、客人、軍人、須田恭平、特務）
- 八男？別鬧了！（羅德里西）
- 繼 怪怪守護神（皇素方）
- 遊戲王SEVENS（棒球部員[8]）

2021年
- 指尖傳出的真摯熱情2-戀人是消防員-（泉友貴） - 通常版
- 歌劇少女！！（平山）

2022年
- 王子的本命是惡役千金（シリウス・イヴェール） - 通常版
- 遊戲王SEVENS（新人類派決鬥者）
- 小書痴的下剋上：為了成為圖書管理員不擇手段！第三季（約瑟夫）
- 異世界迷宮裡的後宮生活（盜賊）
- 哆啦A夢（狗）
- 4個人各自有著自己的秘密（搭訕男2）
- 被勇者隊伍開除的馭獸使，邂逅了最強種的貓耳少女（埃德加·弗洛威爾）

2023年
- 【我推的孩子】（粉絲）
- 英雄教室（雷納多[9]）

2024年
- 蔚藍檔案 The Animation（凱薩信貸的銀行員、客）
- 鬼滅之刃 柱訓練篇

2025年
- 妖怪學校的菜鳥老師！（松尾）

### 遊戲
2015年
- 偶像大師 SideM（渡邊實）
- Guardians Violation

2016年
- 碧藍幻想[10]
- 白貓Project（拉斐德[11]）
- Stand My Heroes（荒木田蒼生[12]）
- Steam Prison（烏魯利克·菲雷[13]）
- VIIDOG CODE（天羽伊札那[14]）
- マジカルデイズ the Brats' Parade（マサチカ[15]）

2017年
- 足球小將～夢之隊伍的戰鬥～（サラゴサ[16]）
- 偶像大師 SideM LIVE ON ST@GE!（渡邊實）

2018年
- 偶像★進行曲(泡沫Airu)

2020年
- 白貓Project（拉斐德[17]）
- 夢王國與沉睡中的100位王子殿下（諾克斯）

2021年
- LOOPERS （平良[18]）
- 偶像大師 POPLINKS （渡邊實[19]）
- 終遠的維爾休 -ErroR:salvation （ジャン[20]）
- 惡魔執事與黑貓 （阿蒙・鉛[21]）
- WIND BOYS！ （見戸響[22]）
- 偶像大師 SideM GROWING STARS （渡邊實[23]）

## 外部連結
- 事務所公開簡歷 （页面存档备份，存于）（日語）
- 高塚智人(@tomohito0825) （页面存档备份，存于） - 高塚智人的Twitter帳戶（日語）